# Caenocara nigricorne
Caenocara nigricorne is een keversoort uit de familie klopkevers (Anobiidae). De wetenschappelijke naam van de soort is voor het eerst geldig gepubliceerd in 1915 door Manee.